# Tute gana-pierde
El tute gana-pierde es una modalidad divertida del tute en la que se juega individualmente, entre cuatro o cinco personas generalmente. Se emplea la baraja española de 40 cartas.
Las cartas tienen el mismo valor que en el tute corriente. El objeto del juego es conseguir el menor número de tantos posible, perdiendo quien más tantos haya hecho. Si un jugador llega o sobrepasa los 101 tantos, se dice que "se sale" y entonces es el único "ganador" y todos los demás se apuntan "un juego perdido" cada uno.